# Dropbox
Dropbox je fajl hosting servis. Prednost ovog servisa je što korisnik ima mogućnost da sinhronizuje dokumenta na svim uređajima koji su putem interneta povezani sa odgovarajućim Dropbox nalogom. Trenutno postoji podrška za operativne sisteme Windows, Linuks, Android i Mac OS kao i za uređaj Ajfon, a postoji i pregledač dokumenata baziran na brauzeru.
Besplatan Dropbox nalog pruža 2GB onlajn prostora za bilo koju vrstu dokumenata, i može se proširiti do 5GB koristeći sistem preporuka.
Može se dodatno proširiti plaćanjem godišnje ili mesečne pretplate na 50GB ili 100GB.
Dropbox u ovom trenutku ima preko 2,000,000 korisnika i jedan je od najvećih konkurenata službama poput Windows Lajv Meš, box.net, Syncplicity i sl.

## Spoljašnje veze
- Dropbox veb stranica
- Dropbox forum
- Dropbox blog